# DN59A
DN59A (Drumul Național 59A) este un drum național în județul Timiș, între municipiul Timișoara și frontiera cu Serbia, la punctul de frontieră de la Jimbolia. Străbate zona de est a județului pe axa est-vest, ajunge la Jimbolia după care se îndreaptă spre sud și parcurge ultimii kilomteri până la granița cu Serbia. Are o lungime totală de 47,873 km.

## Traseu
- km 0 - Timișoara
- km 9+450 Săcălaz
- km 17+140 Beregsău Mare
- km 27+909 - Cărpiniș, unde se leagă de DN59B (Cărpiniș - Deta)
- km 42+780 - Jimbolia, unde se leagă de DN59C (Jimbolia - Sânnicolau Mare)
- km 47+873 - frontiera cu Serbia